# 杉渓家
杉渓家（すぎたにけ）は、藤原北家四条流山科家支流にあたる華族の男爵家。いわゆる「奈良華族」の一つ。

## 歴史
山科言縄の三男杉渓言長は幼時に奈良興福寺に入れられて妙徳院住職となったが、明治元年に勅命により復飾し、明治2年（1869年）に堂上格を与えられて一家を起こし杉渓を家号とした。明治17年（1884年）7月7日の華族令施行で華族が五爵制になると、翌8日に言長が男爵に叙された。貴族院の男爵議員に5回当選して務めた。
その息子の由言も貴族院の男爵議員を務めた他、実業家としても活躍。彼の代に杉渓男爵家の邸宅は東京市麻布区新龍土町にあった。